# Merodontina abligueodentia
Merodontina abligueodentia là một loài ruồi trong họ Asilidae. Merodontina abligueodentia được Shi miêu tả năm 1992. Loài này phân bố ở miền Ấn Độ - Mã Lai.